# Матвиенко, Матвей Сергеевич
Матвей Сергеевич Матвиенко (22 апреля 1995, Аксу, Павлодарская область, Казахстан) — казахстанский футболист, полузащитник.

## Карьера
Футбольную карьеру начал в 2014 году в составе клуба «Окжетпес» в первой лиге. С начала 2015 года играл за «Спартак» Семей.
В начале 2019 года подписал контракт с клубом «Аксу». За клуб сыграл 11 матчей, где забил 1 мяч.
В середине 2019 года перешёл в «Экибастуз».

## Достижения
«Аксу»
- Победитель Первой лиги Казахстана: 2021

## Клубная статистика
| Игровая карьера | Игровая карьера | Игровая карьера | Лига | Лига | Кубок | Кубок | Межд. | Межд. | Др. | Др. |
| --------------- | --------------- | --------------- | ---- | ---- | ----- | ----- | ----- | ----- | --- | --- |
| 2014            | Окжетпес        | Б               | 5    | 0    | —     | —     | —     | —     | —   | —   |
| 2015            | Спартак         | Б               | 14   | 3    | 2     | 0     | —     | —     | —   | —   |
| 2019            | Аксу            | В               | 10   | 1    | 1     | 0     | —     | —     | —   | —   |
| 2019            | Экибастуз       | Б               | 13   | 0    | —     | —     | —     | —     | —   | —   |
| 2021            | Экибастуз       | Б               | 8    | 3    | 1     | 2     | —     | —     | —   | —   |
| 2021            | Аксу            | Б               | 11   | 7    | —     | —     | —     | —     | —   | —   |
| 2021            | Аксу-Павлодар   | В               | 1    | 0    | —     | —     | —     | —     | —   | —   |